# Stefan Ummenhofer

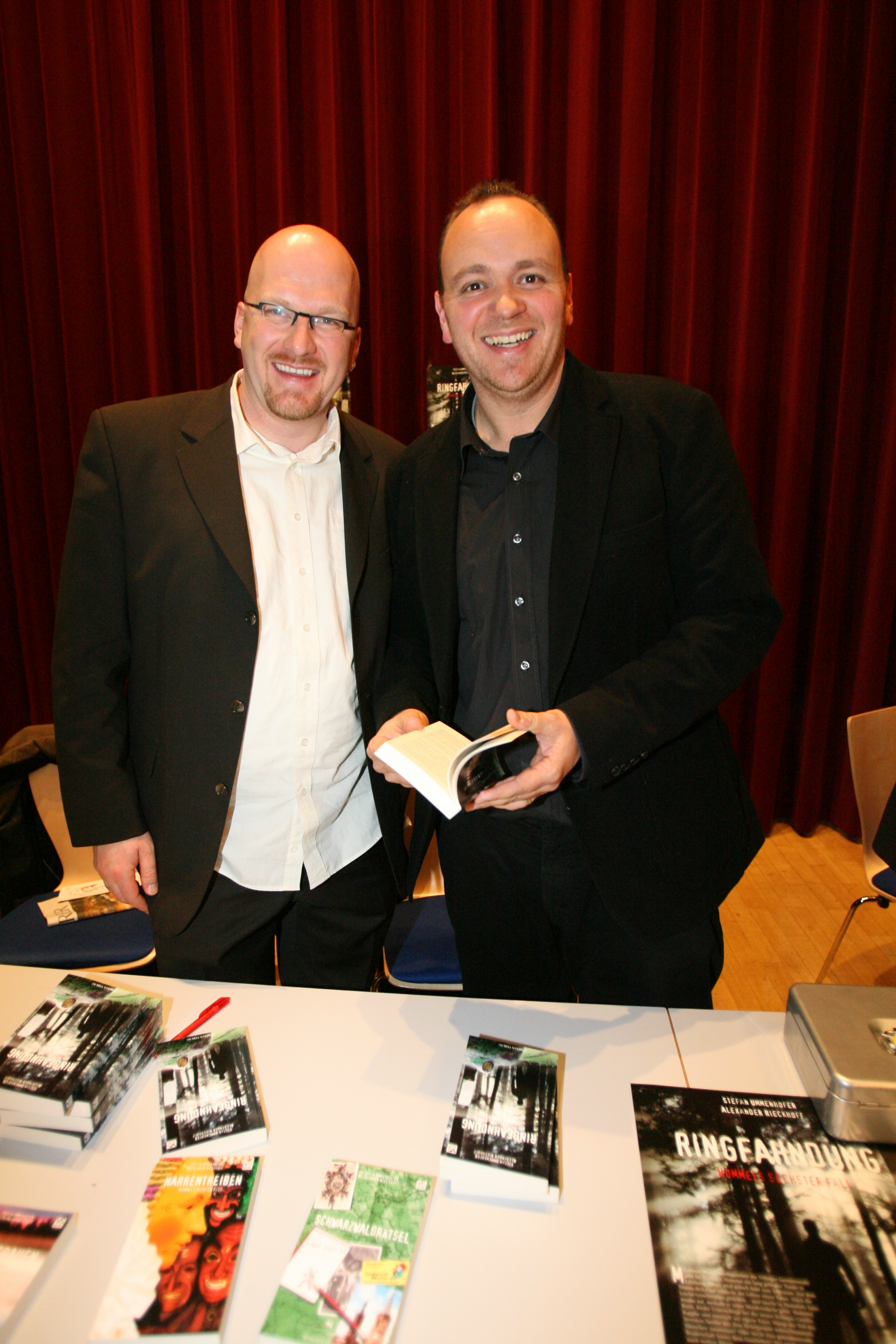
Stefan Ummenhofer (rechts) mit Alexander Rieckhoff (2007)

Stefan Ummenhofer (* 1969 in Villingen-Schwenningen) ist ein deutscher Autor und Journalist.

## Leben
Ummenhofer wuchs in Villingen-Schwenningen auf und absolvierte nach Abitur und Zivildienst ein Volontariat bei der Tageszeitung Schwarzwälder Bote.
Dort war er auch als Redakteur tätig, ehe er in Freiburg, Wien und Bonn Politikwissenschaft und Geschichte studierte. Er promovierte bei Peter Brandt an der Fernuniversität Hagen zum Dr. phil.
Ummenhofer arbeitete als Wissenschaftlicher Mitarbeiter im Bundestag sowie als Journalist unter anderem für die Deutsche Presse-Agentur und das ZDF.
Er lebt als Geschäftsführender Gesellschafter der Film- und Fernsehproduktion Südfilm und Autor in der Nähe von Freiburg.
Zusammen mit Alexander Rieckhoff hat Ummenhofer die Schwarzwald-Krimireihe um den kauzigen Lehrer und Hobbydetektiv Hubertus Hummel sowie seinen zwielichtigen Journalistenfreund Klaus Riesle verfasst. In den Büchern vermischen sich regionalspezifische Krimithemen wie beispielsweise in „Narrentreiben“ die schwäbisch-alemannische Fastnacht oder in „Schwarzwaldrätsel“ die Kuckucksuhren mit Humor und Skurrilität.
Nachdem die ersten Bücher im Romäus Verlag überdurchschnittlich erfolgreich waren, verpflichtete der Piper-Verlag das Duo. Dort erschien 2009 der insgesamt siebte Hummel-Fall mit dem Titel „Honigsüßer Tod“. Im Oktober 2010 folgte der achte Fall mit Namen „Giftpilz“ über einen Mord in einer Schwarzwälder Kurklinik. Ein Jahr später erschien „Höhenschwindel“, in dem ein Bergsteiger an einem mystischen Felsen zu Tode kommt.
Ummenhofer ist außerdem Autor eines Buches über die Kriminalfahndungssendung Aktenzeichen XY … ungelöst mit dem Titel „Kriminalität, Kontroverse, Kult“ sowie weiterer kriminalistischer und wissenschaftlicher Bücher.
Zudem ist Ummenhofer ehrenamtlicher Pressesprecher des Fußball-Viertligisten Bahlinger SC (Regionalliga Südwest).

## Bücher

### Allgemein
- 2000: Hin zum Schreiten Seit´ an Seit´ ? SPD und katholische Kirche seit 1957 (Logos) ISBN 3-89722-467-4
- 2003: Wie Feuer und Wasser? Katholizismus und Sozialdemokratie in der Weimarer Republik (wvb) ISBN 3-936846-37-5
- 2004: Aktenzeichen XY … ungelöst. Kriminalität, Kontroverse, Kult. (zusammen mit Michael Thaidigsmann) (Romäus) ISBN 3-9809278-1-4
- 2008: Ein Leben in Schwarz-Weiß. 100 Jahre FC 08 Villingen (zusammen mit Michael Eich, Kai Blandin und Alexander Rieckhoff) (Romäus) ISBN 978-3-9809278-7-1
- 2008: Morde vor der Haustür. Die rätselhaftesten Kriminalfälle in Südbaden (zusammen mit Alexander Rieckhoff und Ralf Döbele) (Romäus) ISBN 978-3-9809278-8-8
- 2015: Entführt und verloren? Spektakuläre Fälle von Menschenraub und Geiselnahme (Militzke) ISBN 978-3-86189-859-7

### Schwarzwald-Krimis (zusammen mit Alexander Rieckhoff)
- 2002: Eiszeit. Hummels erster Fall (Mory´s) ISBN 3-9802492-1-2
- 2003: Stille Nacht. Hummels zweiter Fall (Romäus) ISBN 3-9809278-0-6
- 2004: Morgengrauen. Hummels dritter Fall (Romäus) ISBN 3-9809278-2-2
- 2005: Narrentreiben. Hummels vierter Fall (Romäus) ISBN 3-9809278-3-0
- 2006: Schwarzwaldrätsel. Hummels fünfter Fall (Romäus) ISBN 978-3-9809278-4-0
- 2007: Ringfahndung. Hummels sechster Fall (Romäus) ISBN 978-3-9809278-6-4
- 2009: Honigsüßer Tod. Ein Schwarzwald-Krimi (Piper) ISBN 978-3-492-25435-9
- 2010: Giftpilz. Ein Fall für Hubertus Hummel (Piper) ISBN 978-3-492-25940-8
- 2011: Höhenschwindel. Ein Fall für Hubertus Hummel (Piper) ISBN 978-3-492-27288-9
- 2013: Schwarzwaldstrand. Ein Fall für Hubertus Hummel (Piper) ISBN 978-3-492-30419-1
- 2015: Schwarzwaldrauch. Ein Fall für Hubertus Hummel (Piper) ISBN 978-3-492-30794-9
- 2019: Totentracht: Ein Schwarzwald-Krimi (Bastei Lübbe) ISBN 978-3-431-04131-6